# Высокая улица (Москва)
У́лица Высо́кая (название с 1966 года) — улица в Южном административном округе города Москвы на территории района «Нагатино-Садовники». Начинается от проспекта Андропова и заканчивается на Нагатинской улице. Нумерация домов начинается от улицы Нагатинская.

## История
Названа в 1966 г. по местонахождению на возвышенной части бывшего села Новинки (присоединено к Москве в 1960 г.). Образована из Нагатинского ш. (вело в с. Нагатино) и Средней ул. Наличие бывшей Средней ул. позволяет допустить существование в бывшем селе улиц Верхняя (или Высокая, как ныне), Средняя и Нижняя, наименованных так по относительному положению на склоне берега Москвы-реки.

## Здания и сооружения
По нечётной стороне: Детская стоматологическая поликлиника № 58 (д. 1); ЕИРЦ «Нагатино-Садовники» (д. 5); Городская поликлиника № 27 (д. 19к1); Медицинский центр в Коломенском (д. 19к2).
По чётной стороне: Школа № 1375 (д. 6); Южное окружное управление образования.